# トマス・タヴァレス
トマス・タヴァレス（Tomás Tavares、2001年3月7日 - ）は、ポルトガル・ペニシェ出身のサッカー選手。FCスパルタク・モスクワ所属。ポジションはディフェンダー。

## 経歴
SLベンフィカのユースチームで育成され、2018年7月2日にトップチームと契約を交わした。
2020年10月3日、ラ・リーガのデポルティーボ・アラベスに期限つき移籍した。しかし、出場機会に恵まれず、2021年1月15日にベンフィカに戻った。
2021年1月18日、SCファレンセに期限つき移籍した。
2021年8月31日、FCバーゼルに買取オプション付きの2022年夏までの期限付き移籍で加入。
2023年1月、FCスパルタク・モスクワに3年半契約で移籍した。